# FileZilla
FileZilla（ファイルジラ）は自由なFTPのソリューションの開発プロジェクトである。プロジェクトの成果物は、クライアントとサーバーの両方がある。
クライアントの成果物は FileZilla Client である（単に FileZilla ということもある）。バイナリ版は Windows、Linux、macOS が用意されている。FTP、SFTP、FTPS（FTP over SSL/TLS）をサポートしている。2009年3月5日現在まで、SourceForge.netでのダウンロード数の5位以内をキープしていた。
サーバーの成果物は FileZilla Server である。FTPサーバーであり、FTPと FTP over SSL/TLS をサポートしている。クライアントと異なり、サポートするプラットフォームはWindowsだけである。
FileZillaのソースコードはSourceForge.netにある。2003年11月には Project of the Month に選ばれた。
以下では、クライアントを中心に記述する。

## 機能と制限
FileZilla Clientの主な機能は次の通り。
サイトマネージャ
ユーザーが利用するFTPサイトの一覧を作成する。ポート番号、使用するプロトコル、匿名か通常ログインかなどの接続データを指定する。通常ログインする場合はユーザー名とオプションでパスワードもセーブする。
メッセージログ
ウィンドウの上部に表示される。FileZilla Clientが送信したコマンドとサーバの応答を表示する。
ファイルおよびフォルダのビュー
メッセージログの下にあり、FTP用のグラフィカルなインタフェースを提供する。エクスプローラー風のツリー操作でローカルおよびリモートのフォルダやファイルを操作できる。ローカルおよびリモートの間でファイルをドラッグ・アンド・ドロップできる。
転送キュー
ウィンドウの下部にあり、キューイングまたは実施中のファイル転送の状態をリアルタイムで表示する。
バージョン2.2.23以降では、内部でUnicodeを使用している。そのため Windows 9x/ME で動作できなくなった。
FileZilla Client の macOS 用バイナリ版は Mac OS X v10.4 Tiger やそれ以前をサポートしなくなった。最新版のFileZillaをそれらのバージョンの macOS で動作させるには自前でコンパイルする必要がある。

### タイムスタンプ
アップロード
FTPモード
サーバがMFMTコマンドをサポートする場合のみ、アップロードされたファイルの日付/タイムスタンプ属性が保持される。
SFTPモード
FileZilla Client 3.0.8 以降では同属性が保持される。

ダウンロード
ダウンロードしたファイルの日付/タイムスタンプは、そのファイルが置かれるパーティションが作成日付などをサポートする場合は保持される。例えば、FAT32/NTFSパーティションならサーバ上のタイムスタンプがそのまま保持できるが、古いバージョンのFileZilla Clientではタイムスタンプを保持する機能がなく、サポートしている場合でもメニューで有効にしないと使えない。

## 歴史
FileZillaは、Tim Kosse と2人のクラスメートが2001年1月、計算機科学の課題として始めたプロジェクトだった。コードを書く前に彼らはどういうライセンスでコードをリリースすべきかを議論した。彼らは既に様々なFTPクライアントがあること、新たにFileZillaを有償で発売しても売れないだろうと考え、オープンソースプロジェクトとすることを決めた。
アルファ版は2001年2月にリリースされた。当初予定していた全機能が実装されたのはベータ2.1版である。
バージョン3になって、Windows以外の Linuxと Mac OS X などをサポートした。